# Ланин, Владимир Васильевич
Владимир Васильевич Ланин (1826 г — ?) — российский фотограф и купец второй гильдии XIX века. Открыл в 1862 году в Николаевске-на-Амуре первое на Дальнем Востоке фотоателье. Автор «Альбома Амура и Уссурийского края».

## Биография
Выходец из семьи забайкальских купцов Владимир Ланин в 1850-х годах начал торговлю на Амуре в качестве разъездного торговца. В 1856 году был впервые зарегистрирован проход его торговой баржи через Усть-Зейский военный пост вниз по реке.
В конце 1850-х В. Ланин познакомился с участниками научной экспедиции Российского Императорского географического общества, возглавляемой Фёдором Шмидтом. Фёдор Богданович вдохновил молодого человека заняться исследованием Дальнего Востока, запечатлением его на фотографиях. В «Воспоминаниях о заселении Амура в 1857—1858 гг.» путешественника Михаила Ивановича Венюкова имя В. В. Ланин стоит в одном ряду с писателями С. В. Максимовым и Д. И. Завилишиным. С того времени Ланин во все свои поездки брал фотоаппарат, стекло, коллодиум и чёрную палатку.
С 1860 года В. Ланин купец второй гильдии. Молодой человек отправился на Дальний Восток, в Николаевск-на-Амуре, где занялся торговлей. В его лавке, судя по рекламе в газете «Восточное Поморье», продавали продукты и сладости, ювелирные и писчебумажные изделия, меха и различные сорта табака, канцелярские товары. В 1862 году в Николаевске-на-Амуре появляется первое на Дальнем Востоке «фотографическое заведение» Владимира Васильевича Ланина. Газета «Восточное Поморье» извещает, что в фотографическом заведении В. Ланина можно заказать портрет, визитную карточку, сделать снимок на папиросной, картоне, стекле, меди, шелка, клеенке. «Здесь снимают портреты ночью. Портреты эти замечательны отчетливостью и эффектным расположением теней. Фотография для дневных заказов открыта от 9 часов утра до 2-х пополудни».
В. В. Ланин начал как любитель фотографировать разнообразные виды Дальнего Востока, побывав почти во всех деревнях и посёлках. По заданию Географического общества активно фотографировал коренных жителей Дальнего Востока в национальной одежде — гольдов, гиляков, айнов и других вместе с их жилищами, фиксирует на снимках особенности быта, праздников. Фотографии этого периода были изданы небольшим тиражом в виде фотографических открыток и помечены печаткой «В. В. Ланин — на Амуре»
В 1870 году Ланин переехал во Владивосток, где прожил до 1888 года. Здесь занялся художественной фотографией. Фотохудожник первым на Дальнем Востоке освоил стереоскопическую съёмку, которая позволяла создавать панорамные виды.
В 1870 году фотографии Ланина публикует известный журнал «Всемирная иллюстрация». Со временем 150 снимков, сделанных им в 1875—1876 гг., с видами Амура, Южно-Уссурийского края, первых дальневосточных городов Хабаровска и Владивостока были опубликованы в «Живописной России», «Азиатской России», «Народоведении» и многих других авторитетных изданиях. Позднее 154 фотографии Дальнего Востока, снятые им в 1860-70-х годах, были опубликованы в «Альбоме Амура и Уссурийского края». На фото размером около 9х12 см запечатлены городские сцены в Благовещенске, Николаевске-на-Амуре и Владивостоке, изображения местной жизни и культуры, и виды природы и торговлю вдоль рек Амур, Уссури и Суйфун.
Помимо занятий торговлей и фотоискусством Владимир Ланин активно участвовал в общественной жизни Владивостока. Он избирался гласным депутатом Владивостокской городской Думы, а в 1879 году был избран на должность первого общественного нотариуса города (впоследствии дальневосточные нотариусы стали именоваться маклерами при городских управах).
В 1888 году Ланин продал бизнес и уехал. До нашего времени дошло небольшое объявление, данное в газете «Владивосток» 28 февраля 1888 г.: «По случаю отъезда продаю дома с земельными участками в гор. Владивостоке и фотографическое заведение…».
По другим данным, в 1889 году А. П. Чехов во Владивостоке приобрёл у Ланина видовые фотографии Владивостока и Сахалина.

## Признание заслуг
- Золотая медаль «За усердие» на Станславской ленте (1871)[8].
- Малая золотая медаль Русского географического общества.

## Память
В 1910 г. в честь 50-летия Владивостока Н. П. Матвеев выпустил юбилейный фотоальбом, где на 22-й странице среди 12 портретов почётных граждан города разместил Владимира Васильевича с подписью: «В. В. Ланин — первый фотограф г. Владивостока».
Один из переулков центра Владивостока носит название Ланинский переулок, около железнодорожного вокзала, где стоял его дом.